# Josep Puche i Álvarez
Josep Puche Álvarez (Llorca, 31 d'agost de 1895 - Mèxic, 3 de novembre de 1979) va ser un metge i científic murcià. Estudià medicina a la Universitat de Barcelona, ciutat on s'havia traslladat quan era petit, i va tenir com a mestres Jesús Maria Bellido i Golferichs i August Pi i Sunyer, qui el va interessar per la fisiologia i la investigació científica. També fou secretari de la Societat Catalana de Biologia (1925-1929).
Es traslladà a la Residencia de Estudiantes de Madrid per a fer la tesi doctoral amb Juan Negrín el 1926 i va completar estudis a Brussel·les, Gant i Utrecht. Després va tornar a Barcelona fins que el 1929 fou nomenat catedràtic de fisiologia a la Universitat de Salamanca. El 1930 fou nomenat catedràtic a la Universitat de València, càrrec que ocupà fins a la fi de la guerra civil espanyola. Fou un referent important en la vida acadèmica i cultural valenciana i fins i tot fou governador civil de Palència uns mesos el 1932.
El 1937 fou nomenat president de l'Institut d'Estudis Valencians i el 1938 director general de Sanitat de l'exèrcit de la Segona República Espanyola. El 7 de març de 1939 marxà a l'exili i s'establí a Mèxic, on el 1940 n'adquirí la nacionalitat fou professor de fisiologia a l'Escola Politècnica Nacional de Mèxic i a la Facultat de Medicina de la Universitat Nacional Autònoma de Mèxic, on va investigar el control nerviós de la glucèmia i el metabolisme dels glúcids.